# Молин, Юрий Александрович
Ю́рий Алекса́ндрович Мо́лин (род. 1949) — советский и российский судебно-медицинский эксперт, доктор медицинских наук, профессор, заслуженный врач Российской Федерации. Действительный член РАЕ (Российской академии естествознания), член Профильной комиссии Минздрава РФ по специальности «судебно-медицинская экспертиза».

## Биография
Юрий Александрович Молин родился 26 сентября 1949 года в городе Риге Латвийской ССР в семье офицера Военно-морского Флота, родители — потомственные петербуржцы. В 1972 году окончил с отличием Ленинградский санитарно-гигиенический медицинский институт (ныне Северо-Западный государственный медицинский университет имени И. И. Мечникова). В том же вузе окончил заочную аспирантуру и докторантуру.
С 1972 года — главный врач Плюсской санитарно-эпидемиологической станции Псковской области и судебно-медицинский эксперт этого же района. С 1975 года по 2022 год работал в Ленинградском областном бюро судебно-медицинской экспертизы (эксперт, заведующий отделением, заведующий отделом, заместитель начальника по экспертной работе, в 2015-16 гг. — исполняющий обязанности начальника Бюро). Одновременно, с 1999 года — профессор кафедры судебной медицины Санкт-Петербургской медицинской академии последипломного образования. Трудовую деятельность завершил в 2022 году, отметив 50-летие медицинского трудового стажа.
Доктор медицинских наук (1996), профессор (2002).

## Научная деятельность
Автор более 300 печатных работ, в том числе 6 монографий, справочников и руководств для врачей и юристов (мной и в соавторстве), а также публицистических книг по медицинским аспектам истории России «Тайны гибели великих» (1997), «Читая смерти письмена» (1999), «Романовы. Путь на Голгофу» (2002), «Романовы… Забвение отменяется» (2005), «Ночи полной луны. Детективы от судебного эксперта» (2009), «Романовы. Давно забытые черты…» (2009), «Тело — главная улика» (2014) и др. Член редакционных советов Всероссийских журналов «Вопросы экспертизы в медицине» и «Медицинская экспертиза и право», «История Петербурга», Биографического словаря «Знаменитые люди Санкт-Петербурга», многочисленных сборников научных трудов. Член Союза писателей РФ.
Руководитель экспертных комиссий по фактам обретения мощей русских святых, фамильного погребения Демидовых, экспертиз мемориальных вещей А. С. Пушкина, императора Александра II, комиссий по обстоятельствам смерти Сергея Есенина, Николая Рубцова и др.
Специализации — судебно-медицинский эксперт, патологоанатом, организатор здравоохранения. Является ведущим специалистом в Российской Федерации по судебно-медицинской экспертизе механической асфиксии, вопросам идентификации древних захоронений. Член диссертационного совета Военно-медицинской академии по морфологическим специальностям (1998—2019 гг.). Член Ассоциации заслуженных врачей России (2008), Лауреат Знака отличия «За вклад в развитии Ленинградской области» (2017год).

### Основные труды
- Судебно-медицинская экспертиза механической асфиксии. — Витер В. И., Матышев А. А., Молин Ю. А. и соавт.. Руководство для врачей/ СПб-Ижевск, 1993.
- Судебно-медицинская экспертиза повешения / Молин Ю. А. — 1996]. — СПб.: «Мир и семья — 95».
- Осмотр трупа на месте обнаружения (руководство под ред. проф. А. А. Матышева). Молин Ю. А.: главы 4, 17, 18, 24, 25, 26, 30, 32. СПб: «Лань», 1997.
- Тайны гибели великих. — СПб., 1997. — 304 с.
- Читая смерти письмена. Предисловие архиепископа Константина (Горянова). — СПб.: «Мир и семья — 95», 1999.
- Романовы. Путь на Голгофу. — СПб.: «Сударыня», 2002—568 с.
- Романовы. Забвение отменяется! (Взгляд судебно-медицинского эксперта). Предисловие профессора Г. В. Вилинбахова. — СПб: «Сударыня», 2005—400 с.
- Ночи полные луны (детективы судебного эксперта). Предисловие прокурора Ленинградской области С. В. Романюка. — СПб: «Сударыня», 2009—266 с.
- А. С. Пушкин и методы судебно-медицинской экспертизы. Молин Ю. А., Седова Г. М., Заславский Г. И. и соавт. «Проблемы экспертизы в медицине», 2009 т.9. № 2-3 (34-35).
- Романовы. «Давно забытые черты». Предисловие Г. В. Вилинбахова. — СПб.: «LOGOS», 2009—544 с.
- Осмотр места происшествия и трупа. Справочник для врачей и юристов под ред. А. А. Матышева и Ю. А. Молина. — СПб.: НПО «Профессионал», 2011—530 с.
- Тело — главная улика. Предисловие профессора А. В. Ковалёва. — СПб.: «Северная звезда», 2014—338 с.
- Судебно-медицинская экспертиза повешения. Монография, издание 2-е, переработанное. — СПб.: АНО ЛА «Профессионал», 2014. — 320 с.
- Император Николай I: заключительный диагноз. Судебно-медицинская экспертиза 2012. Т. 55. № 6. С. 60-64.
- Петр Великий: последние годы жизни глазами врача. История Петербурга. 2018. № 1 (73). С. 83-91.
- Михаил Лермонтов: медицинская книжка поэта. Предисловие профессора А. В. Ковалёва. — СПб.: «Полторак», 2019. — 190 с.
- Биоимитатор тела человека для проведения следственных и экспертных экспериментов. Кузнецов С. В., Кузнецова А. А., Молин Ю. А. и соавт. Патент на изобретение 2739668 С1, 28.12.2020 г.
- Северо-Западный государственный медицинский университет имени И. И. Мечникова: 10-летие создания, развития и достижений. Под ред. С. А. Сайганова, О. Г. Хурцилава, В. И. Мазурова / Молин Ю. А.: главы 1.1.1, 1.1.4, 1.1.5, 1.1.6, 1.1.7. — СПб.: Издательство СЗГМУ имени И. И. Мечникова, 2021. — 390 с.
- История Дома Романовых глазами судебно-медицинского эксперта. СПб.: «Алетейя», 2022. — 846 с.

## Награды
- Государственные награды: Заслуженный врач Российской Федерации (2000), медали ордена «За заслуги перед Отечеством» II степени (2014).
- Юбилейные медали Российской Федерации: «300 лет Российскому Флоту» и «В память 300-летия Санкт-Петербурга».
- Награды Русской Православной Церкви: орден Св. Преподобного Сергия Радонежского III степени, орден Св. Преподобного Серафима Саровского III степени, медали Св. Преподобного Сергия Радонежского I степени и Св. Благоверного князя Александра Невского.
- Ведомственные награды: Знак «Отличник здравоохранения СССР» (1986), медаль Министерства здравоохранения РФ «За заслуги перед отечественным здравоохранением» (2019), медаль Следственного комитета РФ «За содействие» (2015).
- Общественные: медаль имени В. Н. Вернадского Российской академии естествознания, орден LABORE ET SCIENTIA (С ТРУДОМ И ЗНАНИЕМ) (2013).
- Литературные награды: Золотая Пушкинская медаль «За сохранение традиций в русской литературе», орден Академии русской словесности «Петровский крест», юбилейная медаль, посвященная 110-летию С. А. Есенина. Лауреат премий «Созидатель» (2003) и Всероссийской Православной премии имени Св. Благоверного князя Александра Невского (2004) за книгу «Романовы. Путь на Голгофу» (2002), дипломант Макариевской премии (Московской Патриархии и РАН) за книгу «Романовы. Забвение отменяется» (2007), премии имени В. И. Старцева (2009) за цикл публикаций по русской истории, премии имени Михаила Булгакова (2012) за цикл публикаций в «Медицинской газете».